# خوسيه مويا
خوسيه مويا (بالإسبانية: José Moya) هو لاعب كرة قدم كولومبي في مركز الدفاع، ولد في 7 أغسطس 1992 في Gigante, Huila ‏ في كولومبيا. لعب مع إنديبنديينتي سانتا في.

## وصلات خارجية
- خوسيه مويا على موقع قاعدة بيانات كرة القدم.إي يو (الإنجليزية)
- خوسيه مويا على موقع Soccerway.com (الإنجليزية)